# Psilocybe cubensis
Psilocybe cubensis is een soort psychedelische paddenstoel, wat betekent dat de aanwezige stoffen euforie, visuele hallucinaties en algemene veranderingen in perceptie veroorzaken. In Nederland wordt deze paddo-soort ook wel de Mexicaanse genoemd, omdat deze paddo vooral voorkomt in Mexico. Psilocybe cubensis is op dit moment een van de meest populaire natuurlijke psychedelica, doordat de paddenstoel eenvoudig te kweken is. Sinds 2008 is het verboden om Psilocybe cubensis te verkopen in Nederland.

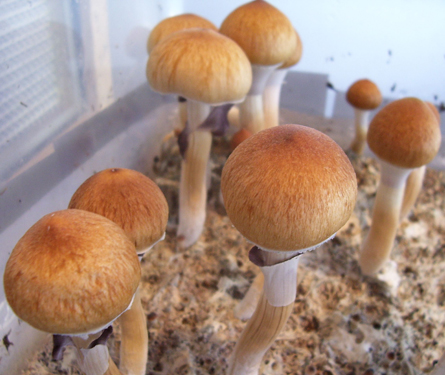

## Geschiedenis en naamgeving
De introductie van Psilocybe cubensis in de 'moderne wereld' begon in 1955 toen R. Gordon Wasson naar Huatla de Jimenez in Mexico kwam en daar een veladasessie van María Sabrina meemaakte. Velada is een religieus ritueel waarbij gebruik wordt gemaakt van Psilocybepaddenstoelen. Na deze 'ontmoeting' met de paddenstoel begonnen er steeds meer experimenten plaats te vinden. 
De soort werd als eerst gevonden op Cuba. Deze werd in 1906 voor het eerst beschreven als Stropharia cubensis door Franklin Sumner Earle. Een jaar later, in 1907 werd deze geïdentificeerd als Naematoloma caerulescens door Narcisse Theophile Patouillard. Veel later in 1941 werd deze door William Alphonso Murrill Stropharia cyanescens genoemd. Deze namen werden later  gesynonymiseerd met Psilocybe cubensis.
De geslachtsnaam Psilocybe komt van het Griekse woord ψιλός, psilós, dat kaal betekent en κύβη, kúbē, dat hoofd betekent. De letterlijke naam komt neer op 'kaalkop' dat waarschijnlijk te maken heeft met het uiterlijk van de paddenstoel. De soortaanduiding cubensis betekent 'afkomstig uit Cuba'.

## Beschrijving
- Hymenium: De hoed van de paddenstoel kan variëren van 1,5 tot 8 centimeter breed en is vaak ovaal of klokvormig. De paddenstoel is roodbruin als ze jong is en wordt steeds geler naarmate ze ouder wordt, toch kan de kleur sterk variëren tot bijna zuiver wit.
- Steel: De lengte van de steel kan uiteenlopen van 4-15 cm lengte. De breedte ligt tussen de 0,5 en 1,5 cm dikte. De steel is wit tot geelachtig van kleur en is meestal hol of enigszins gevuld van binnen. De steel bevat een witte ring die zwart gemaakt wordt door de dalende sporen.
- Spore: Violet tot zwartachtig van kleur.
- Lamellen: De lamellen zitten onder de hoed van de paddenstoel. De randen zijn witachtig, hoe verder je naar het midden gaat, hoe donkerder het wordt.
- Geur en smaak: Psilocybe cubensis ruikt en smaakt naar meelproducten.

## Chemische samenstelling
De voornaamste actieve stoffen van de paddenstoel zijn psilocybine en psilocine maar er zit ook baeocystine en norbaeocystine in. Er zijn echter wel veel verschillen in de verhoudingen, dit ligt aan de verschillende soorten paddenstoelen. Het psilocine is onstabiel en breekt af wanneer je de paddenstoel droogt, daarentegen blijft psylocybine veel langer bestaan. In de lever wordt psilocybine omgezet in psilocine.

## Gebruik
- Algemeen gebruik: Het is moeilijk om de juiste doseringen te bepalen. Voor een klein effect wordt meestal 0,25 tot 1 gram gedroogd Psilocybe cubensis oraal ingenomen. 1 tot 2,5 gram gedroogde Psilocybe cubensis levert meestal een matig effect op en wanneer de dosis groter dan 2,5 gram wordt zal het doorgaans een sterk effect opleveren. Een dosis van meer dan 3,5 gram zal als een hoge dosis beschouwd worden en zal intense ervaringen produceren. Echter voor veel mensen kan 3 gram ook al overweldigend zijn. En voor enkele mensen kan een dosis van 0,25 gram al leiden tot grote effecten, maar voor de meeste mensen zal deze dosis vrijwel geen effect hebben.

De effecten beginnen meestal na ongeveer 20 tot 60 minuten en kunnen ongeveer vier tot tien uur duren, afhankelijk van de dosering en maaginhoud.
- Medisch gebruik: Door studies en onderzoeken op mensen en dieren is uitgewezen dat psilocybine psychose-achtige symptomen produceert. Dit komt voornamelijk door de stimulering van serotonine-2 receptoren.

Er worden positieve effecten gemeld bij mensen die last hebben van clusterhoofdpijnen. Door het gebruik van Psilocybe cubensis werd de pijn verminderd en kon soms zelfs helemaal wegblijven. Verder wordt er nu nog onderzoek naar gedaan of Psilocybe cubensis gebruikt kan worden bij de behandeling van psychische aandoeningen.

## Effecten en bijwerkingen
De effecten van Psilocybine worden regelmatig beschreven als een reis naar de spirituele wereld. De effecten van een hoge dosis kunnen overweldigend zijn; visuele vervormingen komen vaak voor, waarbij muren lijken te ademen, kleuren levendiger worden en organische vormen geanimeerd lijken. De gebruikelijke lichamelijke reacties zijn ontspanning van de spieren, koude ledematen en buik, en verwijding van de pupillen. De intensiteit van de trip hangt af van de stemming waarin de persoon verkeert, waardoor ervaringen heel anders kunnen verlopen dan wat je leest. Er zijn echter ook bijwerkingen bij het gebruik van Psilocybe cubensis. In tegenstelling tot een kater na het drinken van alcohol kan het gebruik van Psilocybine van tevoren een soort kater veroorzaken. Hierbij moet je denken aan een lagere lichaamstemperatuur, winderigheid, misselijkheid of een onrustige maag; dit is dus heel normaal. Wanneer je hierdoor in een negatieve stemming raakt, worden deze gevoelens echter versterkt en overdreven.

## Teelt
Psilocybe cubensis kan worden gekweekt door middel van verschillende methoden vanuit sporen. Deze methoden, uitgevoerd door professionele paddenstoelenkwekers, vereisten vroeger een grotere investering in tijd, geld en kennis. Sinds eind 20e eeuw zijn er kweeksets beschikbaar waarmee de paddenstoelen eenvoudig zelf te kweken zijn. De methodes zijn in de jaren 70 bekend geworden door de broers Dennis McKenna en Terence McKenna, die de pioniers van de cubensiskweek werden genoemd.

## Nederland
Psilocybe cubensis valt onder de paddo's. Paddo's zijn een van de bekendste ecodrugs en vanwege de hallucinogene werking is de verkoop van paddo's sinds december 2008 verboden in Nederland. Paddo's zijn vanaf 1 december 2008 opgenomen in Bijlage I, Lijst II, van de Opiumwet. Voor die tijd waren alleen gedroogde paddo's illegaal in Nederland.